# Bulimulus nesioticus
Bulimulus nesioticus е вид охлюв от семейство Orthalicidae. Видът е уязвим и сериозно застрашен от изчезване.

## Разпространение и местообитание
Разпространен е в Еквадор (Галапагоски острови).
Обитава ливади, храсталаци и степи в райони с тропически и субтропичен климат.